# Rayanne Machado
Rayanne Cristine dos Santos Melo Machado (Río de Janeiro, 16 de junio de 1994) es una jugadora brasileña de fútbol que juega como defensa en el club saudí Al-Qadsiah y en la selección brasileña.

## Trayectoria
Machado jugó en varios clubes de Brasil y Portugal, como el Flamengo y el Braga. Se incorporó al club saudí Al-Qadsiah antes de la temporada 2023-24.

### Clubes
| Club          | País           | Año           |
| ------------- | -------------- | ------------- |
| Cesarense     | Portugal       | 2013          |
| Foz Cataratas | Brasil         | 2013-14       |
| Vasco da Gama | Brasil         | 2014-15       |
| Avaí          | Brasil         | 2015-16       |
| Flamengo      | Brasil         | 2016-19       |
| Braga         | Portugal       | 2019-21       |
| Flamengo      | Brasil         | 2021-23       |
| Al-Qadsiah    | Arabia Saudita | 2023-presente |

## Selección nacional
Machado debutó con la selección brasileña el 29 de julio de 2018 contra Japón en el Torneo de Naciones 2018.

### Participaciones
Actualizado al último partido disputado el 2 de agosto de 2018.
| Selección | Año   | Partidos | Goles |
| --------- | ----- | -------- | ----- |
| Brasil    | 2018  | 2        | 0     |
| Total     | Total | 2        | 0     |

## Palmarés

### Campeonatos nacionales
| Título             | Equipo   | Año     |
| ------------------ | -------- | ------- |
| Campeonato de Liga | Flamengo | 2016    |
| Copa               | Braga    | 2019-20 |
| Copa               | Flamengo | 2021    |
| Copa               | Flamengo | 2023    |